# 北上市立博物館
北上市立博物館（きたかみしりつはくぶつかん）は岩手県北上市のみちのく民俗村内に隣接する博物館。昭和50年10月登録博物館認可の総合博物館である。
オープン以来、「北上川とその流域に生きた人々」をテーマとして、自然や地質、歴史民俗について展示してきたが、平成28年9月にリニューアル。「きたかみの歴史 −光の向こうへ」と題し、北上市の特徴的な6つの歴史的事象について展示解説している。和賀庁舎に分館が新設された。博物館法の登録博物館である。

## 利用情報
- 開館時間 - 9:00 - 17:00（入館は16:30まで）
- 観覧料 
  - 〈個人〉一般 500円 高校生240円 小中学生170円
  - 〈20名以上の団体〉一般 400円 高校生180円 小中学生120円
  - 未就学児無料。
- 休館日
  - 4月 - 11月 - 無休
  - 12月 - 3月 - 月曜日、祝日の翌日（当日が祝日または土日の場合は開館し、翌平日休館）、12月28日 - 1月4日
- 所在地 - 岩手県北上市立花14-59

## 分館
博物館の分館として、次の施設が設置されている。
- 北上市立博物館和賀分館

北上市和賀町横川目11地割160（北緯39度18分23.8秒 東経140度58分44.8秒 / 北緯39.306611度 東経140.979111度）
平成28年9月22日、北上市役所和賀庁舎1階に新しくオープンした施設。これまでの展示で好評だった鳥獣のはく製や昆虫標本、岩石、鉱物標本、化石などは和賀分館にて展示している。通史展示や先人紹介コーナーもある。
開館時間は10時〜16時(最終入館は15時30分)、観覧料は無料、休館日は本館に準ずる。
- 北上市立利根山光人記念美術館

北上市立花15地割153-2

## 交通アクセス
- 東日本旅客鉄道（JR東日本）東北新幹線・東北本線・北上線北上駅下車徒歩30分
- 北上駅からおに丸号　稲瀬線で、「展勝地」バス停下車、徒歩2分。

## 周辺情報
- 展勝地
  - サトウハチロー記念館
  - みちのく民俗村
    - 北上市立博物館

  - 利根山光人記念美術館
- 珊瑚橋